# Эль-Канатир-эль-Хейрия
Эль-Канатир-эль-Хейрия (араб. القناطر الخيرية‎) — город на севере Египта, расположенный на территории мухафазы Кальюбия.

## Географическое положение
Город находится в юго-западной части мухафазы, в южной части дельты Нила, на расстоянии приблизительно 27 километров к юго-юго-западу (SSW) от Бенхи, административного центра провинции. Абсолютная высота — 26 метров над уровнем моря.

## Демография
По данным переписи 2006 года численность населения города составляла 66 350 человек.
Динамика численности населения Эль-Канатир-эль-Хейрии по годам:
| 1986   | 1996   | 2006   |
| ------ | ------ | ------ |
| 49 361 | 56 326 | 66 350 |

## Транспорт
Ближайший аэропорт расположен в городе Эль-Гиза, на расстоянии 7 километров к югу от Эль-Канатир-эль-Хейрии.